# Parastathes flavicans
Parastathes flavicans är en skalbaggsart som först beskrevs av Charles Joseph Gahan 1907.  Parastathes flavicans ingår i släktet Parastathes och familjen långhorningar. Inga underarter finns listade i Catalogue of Life.